# Global Anti-Semitism Review Act of 2004
Le Global Anti-Semitism Review Act of 2004 est une loi des États-Unis qui fut promulguée le 16 octobre 2004. 

## Description
La loi demande au département d'État américain d'observer toute manifestation d'antisémitisme entendu globalement, y compris l'antisionisme et d'en faire un rapport annuel au Congrès américain.